# San Buenaventura (kommun), Coahuila
San Buenaventura är en kommun i Mexiko.   Den ligger i delstaten Coahuila, i den centrala delen av landet, 900 km norr om huvudstaden Mexico City. Arean är 3 528 kvadratkilometer.
Terrängen i San Buenaventura är kuperad åt nordost, men åt sydväst är den bergig.
Följande samhällen finns i San Buenaventura:
- San Buenaventura
- San Antonio de las Higueras
- San Lorenzo